# Limnology and Oceanography
Das Limnology and Oceanography  ist eine seit 1956 erscheinende begutachtete wissenschaftliche Fachzeitschrift, die von Wiley herausgegeben wird. Chefredakteur ist K. David Hambright.
Thematisch befasst sich die Zeitschrift mit der Limnologie und der Ozeanografie. Hierzu werden Originäre Forschungsarbeiten, Reviews und Kommentare publiziert, die aus einer Vielzahl verschiedenen Disziplinen wie z. B. Biologie, Physik und Chemie stammen können.
Der Impact Factor lag im Jahr 2020 bei 4,745. Damit lag die Zeitschrift auf Rang 3 von 21 Fachzeitschriften der Kategorie Limnologie und auf Rang 4 von 65 Zeitschriften der Kategorie Ozeanographie.